# Tomáš Papiorek
Tomáš Papiorek (* 5. Oktober 1984 in Bohumín, Tschechoslowakei) ist ein ehemaliger tschechischer Naturbahnrodler. Er fuhr zunächst nur im Einsitzer und startete in den letzten zwei Jahren seiner Karriere zusammen mit Petr Pulcer auch im Doppelsitzer. Er nahm von 2000 bis 2004 an Weltcuprennen sowie an Welt- und Europameisterschaften teil.

## Karriere
Seinen ersten internationalen Auftritt hatte Tomáš Papiorek bei der Juniorenweltmeisterschaft 1999 in Hüttau, wo er 26. im Einsitzer wurde. Im nächsten Winter nahm er neben der Junioreneuropameisterschaft in Umhausen, wo er den 28. Platz belegte, auch an der Weltmeisterschaft 2000 in Olang teil, wo er unter 60 gewerteten Rodlern den 48. Platz erreichte. Schließlich gab er am Ende der Saison 1999/2000 sein Debüt im Weltcup. Beim Finale in Fénis belegte er vor seinen Teamkollegen Lukáš Ševít und Petr Pulcer als Drittletzter den 25. Platz.
Auch in der Saison 2000/2001 startete Papiorek nur im letzten Weltcuprennen und wieder erzielte er vor zwei Teamkollegen den drittletzten Platz. In der Saison 2001/2002 nahm er bereits an den letzten zwei der sechs Weltcuprennen teil, bei denen er mit den Plätzen 33 und 37 wieder nur im Schlussfeld landete. Bei der Weltmeisterschaft 2001 in Stein an der Enns erzielte er unter 29 gewerteten Rodlern den 25. Platz und bei der Junioreneuropameisterschaft in Tiers unter 32 Rodlern den 29. Platz. Im nächsten Jahr erzielte er bei der Europameisterschaft 2002 in Frantschach-Sankt Gertraud den 34. Platz unter 42 gewerteten Rodlern und bei der Juniorenweltmeisterschaft in Gsies den 28. Rang unter 35 Startern.
In der Saison 2002/2003 nahm Papiorek an vier der sechs Weltcuprennen teil. Mit zwei 25. sowie einem 29. und einem 30. Platz ließ er bis zu vier Rodler hinter sich. Im Gesamtweltcup konnte er sich dank der höheren Anzahl an Starts gegenüber den Vorjahren, in denen er nicht unter den besten 40 zu finden war, deutlich auf Rang 27 verbessern. Im nächsten Winter nahm er allerdings wieder nur an zwei Weltcuprennen teil, die er an 31. und 28. Stelle beendete. In den Saisonen 2002/2003 und 2003/2004 nahm Tomáš Papiorek zusammen mit Petr Pulcer auch an insgesamt vier Weltcuprennen im Doppelsitzer teil. Mit einem zehnten, zwei elften und einem zwölften Platz war das Duo jedoch nie besser als Drittletzter. Bei der Weltmeisterschaft 2003 in Železniki fuhr Papiorek unter 48 gewerteten Rodlern auf den 38. Platz; an der Europameisterschaft 2004 nahm er – ebenso wie Petr Pulcer – nicht teil. Nach der Saison 2003/2004 beendeten sowohl Tomáš Papiorek als auch Petr Pulcer ihre Karrieren.

## Erfolge

### Weltmeisterschaften
- Olang 2000: 48. Einsitzer
- Stein an der Enns 2001: 25. Einsitzer
- Železniki 2003: 38. Einsitzer

### Europameisterschaften
- Frantschach 2002: 34. Einsitzer

### Juniorenweltmeisterschaften
- Hüttau 1999: 26. Einsitzer
- Gsies 2002: 28. Einsitzer

### Junioreneuropameisterschaften
- Umhausen 2000: 28. Einsitzer
- Tiers 2001: 29. Einsitzer

### Weltcup
- 4 Top-25-Platzierungen im Einsitzer
- 1 Top-10-Platzierung im Doppelsitzer